# Fensterfunktion
Eine Fensterfunktion legt in der  digitalen Signalverarbeitung fest, mit welcher Gewichtung die bei der Abtastung eines Signals gewonnenen Abtastwerte innerhalb eines Ausschnittes (Fenster) in nachfolgende Berechnungen eingehen.
Fensterfunktionen werden u. a. bei der Frequenzanalyse (z. B. mittels diskreter Fouriertransformation), beim Filterdesign und beim Beamforming eingesetzt.

## Anwendungen

### Frequenzanalyse
Ein andauerndes Signal wird in der Regel in Blöcken verarbeitet. Da Blocklängen in der Praxis endlich sind, kommt es zum sogenannten Leck-Effekt (englisch leakage effect), wenn die Blocklänge nicht gerade ein natürlichzahliges Vielfaches der Periode des Signals ist. Das errechnete Frequenzspektrum wird zu breit, es ist bildlich gesprochen „verschmiert“. Dieser Effekt resultiert aus den Eigenschaften der Fourier-Transformation.
Durch die Verwendung einer geeigneten Fensterfunktion lässt sich der Effekt vermindern, aber nicht ganz vermeiden. Das Signal wird hierbei meistens am Fensterbeginn „eingeblendet“ und am Fensterende „ausgeblendet“, was zu einer künstlichen Periodisierung des Signals innerhalb der Zeitfensterlänge führt.
Die Fensterfunktion beeinflusst neben der spektralen Verbreiterung außerdem die Frequenzselektivität und den maximal möglichen spektralen Fehler. Es gibt verschiedene Fensterfunktionen unterschiedlicher Komplexität. Die Auswahl einer passenden Fensterfunktion ist daher stets ein Kompromiss, der den speziellen Anforderungen des jeweiligen Anwendungsfalls Rechnung trägt.

### Filterdesign
Eine häufig angewandte Methode für das Design von digitalen Filtern mit endlicher Impulsantwort (FIR-Filter) ist die Fenstermethode (engl. window method).
Dabei wird der gewünschte Frequenzgang des Filters definiert und mit der inversen Fouriertransformation die ideale Impulsantwort ermittelt. Das Resultat der inversen Fouriertransformation ist in der Regel unendlich lang. Um eine endlich lange Impulsantwort mit der gewünschten Filterlänge N zu erhalten, wird durch eine Fensterfunktion ein Ausschnitt der unendlichen Impulsantwort ausgewählt. Der tatsächliche Frequenzgang des Filters entspricht somit der Multiplikation des gewünschten Frequenzgangs mit der Fouriertransformierten der Fensterfunktion.
Im Filterdesign führen breite (selektive) Fensterfunktionen zu steilen Übergängen zwischen Durchlass- und Sperrbereich, aber zu geringer Sperrdämpfung. Schmale (nicht selektive) Fensterfunktionen führen zu flachen Übergängen zwischen Durchlass- und Sperrbereich, dafür aber zu großer Sperrdämpfung.

## Beispiele
Im Folgenden sind gebräuchliche Fensterfunktionen dargestellt. In den Grafiken sind in der linken Darstellung die diskreten Fensterfunktion mit {\displaystyle N}-Werten dargestellt, außerhalb des dargestellten Bereiches weist jede Fensterfunktion den in den Grafiken nicht explizit dargestellten Wert 0 auf. In der rechten Darstellung ist das der Fensterfunktion zugeordnete Frequenzspektrum mit 128 Frequenzkomponenten abgebildet und wie es durch die Diskrete Fourier-Transformation (DFT) gewonnen wird. Das Signal wird im Frequenzbereich mit diesem Spektrum der Fensterfunktion gefaltet, wobei die Bewertung von idealen Fensterfunktionen meist durch ein schmales Spektrum um die Mittenfrequenz und starke Dämpfungen außerhalb gekennzeichnet ist.
Dabei ist {\displaystyle M} eine ganzzahlige Fensterbreite. Der aktuelle Index des Eingangssignals ist {\displaystyle n}. Wenn nicht anders vermerkt, geht in folgenden Darstellungen {\displaystyle n=0,\dotsc ,M-1}, das Maximum befindet sich bei {\displaystyle n=M/2}. Daneben existiert auch eine gleichwertige und in der Phase verschobene und symmetrische Darstellung um 0, auch als englisch zero phase bezeichnet. In diesem Fall geht der Index von
{\displaystyle n=-{\frac {M}{2}},\dotsc ,{\frac {M}{2}}-1,}
das Maximum befindet sich bei dieser Darstellungsform bei {\displaystyle n=0}.

### Rechteck-Fenster

Rechteck-Fensterfunktion

Die Rechteck-Fensterfunktion, auch bezeichnet als Dirichlet-Fenster (nach Peter Gustav Lejeune Dirichlet), ist im gesamten Fensterbereich 1 und außerhalb 0. Die Funktion ist gegeben als:
{\displaystyle w(n)=1,\qquad n=0,\dotsc ,M-1}
Die einfache Verarbeitung des Eingangssignals in Blöcken entspricht der Anwendung dieser Fensterfunktion. Das Betragsspektrum entspricht dem Betragsverlauf der si-Funktion. Nur im Sonderfall, wenn die Fensterbreite exakt ein ganzzahliges Vielfaches der Periodendauer der harmonischen Signalschwingung umfasst, tritt bei zeitdiskreten Signalen zufolge der Fensterung mit dem Rechteck-Fenster kein Leck-Effekt auf.

### Von-Hann-Fenster

Hann-Fensterfunktion

Das Von-Hann-Fenster basiert auf einer Überlagerung von drei spektral gegeneinander verschobenen si-Funktionen um gegenüber dem Rechteck-Fenster mit nur einer si-Funktion im Spektrum eine stärkere Unterdrückung der Nebenkeulen zu erreichen. Der Nachteil ist eine Reduktion in der Frequenzauflösung. Das Von-Hann-Fenster mit der Haversine-Funktion wird auch als Raised-Cosinus-Fenster bezeichnet, mit folgender Funktion:
{\displaystyle w(n)={\frac {1}{2}}\left[1-\cos \left({\frac {2\pi n}{M-1}}\right)\right]=\operatorname {hvs} \left({\frac {2\pi n}{M-1}}\right),}
mit
{\displaystyle n=0,\dotsc ,M-1.}
Dies ist auch in nebenstehender Abbildung dargestellt.
Daneben wird in der Literatur auch die symmetrische Darstellung mit der Havercosine-Funktion um {\displaystyle n=0} und ohne Phasenversatz verwendet:
{\displaystyle w(n)={\frac {1}{2}}\left[1+\cos \left({\frac {2\pi n}{M-1}}\right)\right]=\operatorname {hvc} \left({\frac {2\pi n}{M-1}}\right)}
und in diesem Fall mit dem Index im Bereich
{\displaystyle n=-{\frac {M}{2}},\dotsc ,{\frac {M}{2}}-1.}
Die Bezeichnung Hann-Fenster stammt aus der Publikation „Particular Pairs of Windows“ von R. B. Blackman und John W. Tukey, die dieses nach Julius von Hann benannt haben. Aus diesem Artikel stammt auch die weit verbreitete Bezeichnung Hanning-Fenster, wobei dort jedoch lediglich die Anwendung des Hann-Fensters als „hanning“ (abgeleitet von „to hann“) bezeichnet wird.

### Hamming-Fenster

Hamming-Fensterfunktion

Die Funktion ist gegeben als
{\displaystyle w(n)=0{,}54-0{,}46\cdot \cos \left({\frac {2\pi n}{N-1}}\right),\quad n=0,\dotsc ,N-1,}
dabei ist {\displaystyle N} die Fensterbreite und {\displaystyle n} der aktuelle Index des Eingangssignals.
Diese Fensterfunktion ist benannt nach Richard Hamming und stellt eine Abwandlung des Von-Hann-Fensters dar. Allgemein lassen sich das Von-Hann- und das Hamming-Fenster mit den beiden Koeffizienten {\displaystyle \alpha } und {\displaystyle \beta } ausdrücken als:
{\displaystyle w(n)=\alpha -\beta \;\cos \left({\frac {2\pi n}{N-1}}\right),\quad n=0,\dotsc ,N-1}
Die beiden Koeffizienten sind bei dem Von-Hann-Fenster 0,5. Das Maximum der Fensterfunktion ist gleich {\displaystyle \alpha +\beta }. Normiert man das Fenster so, dass {\displaystyle \alpha +\beta =1}, dann bleibt noch ein Freiheitsgrad übrig. Bei dem Hamming-Fenster werden die Koeffizienten so gewählt, dass die Nullstellen der beiden benachbarten und größten Nebenkeulen maximal unterdrückt werden. Dies entspricht einer unterschiedlichen Gewichtung der einzelnen si-Funktionen im Spektrum der Fensterfunktion. Aus dieser Bedingung ergibt sich für
{\displaystyle {\begin{aligned}\alpha &={\frac {25}{46}}\approx 0{,}54\\\beta &=1-\alpha ={\frac {21}{46}}\approx 0{,}46.\end{aligned}}}
Durch die Rundung auf zwei Nachkommastellen für praktische Implementierungen ergibt sich bei dem Hamming-Fenster eine Dämpfung der beiden ersten Nebenkeulen von ca. −42,76 dB.

### Blackman-Fenster (3-Term)

Blackman (3-Term)-Fensterfunktion mit α = 0,16

Blackman-Fenster sind definiert als:
{\displaystyle w(n)=a_{0}-a_{1}\cos \left({\frac {2\pi n}{M-1}}\right)+a_{2}\cos \left({\frac {4\pi n}{M-1}}\right)}
mit
{\displaystyle a_{0}={\frac {1-\alpha }{2}};\quad a_{1}={\frac {1}{2}};\quad a_{2}={\frac {\alpha }{2}}}
und
{\displaystyle n=0,\dotsc ,M-1.}
Üblicherweise wird beim klassischen Blackman-Fenster {\displaystyle \alpha =0{,}16} gewählt.

### Blackman-Harris-Fenster
Funktion:
{\displaystyle w(n)=a_{0}-a_{1}\cos \left({\frac {2\pi n}{M-1}}\right)+a_{2}\cos \left({\frac {4\pi n}{M-1}}\right)-a_{3}\cos \left({\frac {6\pi n}{M-1}}\right)}
mit
{\displaystyle a_{0}=0{,}35875;\quad a_{1}=0{,}48829;\quad a_{2}=0{,}14128;\quad a_{3}=0{,}01168.}

Blackman-Harris-Fensterfunktion

Frederic J. Harris veröffentlichte diese Funktion 1978 als Abwandlung der Blackman-Fensterfunktion.

### Blackman-Nuttall-Fenster
Funktion:
{\displaystyle w(n)=a_{0}-a_{1}\cos \left({\frac {2\pi n}{M-1}}\right)+a_{2}\cos \left({\frac {4\pi n}{M-1}}\right)-a_{3}\cos \left({\frac {6\pi n}{M-1}}\right)}
mit
{\displaystyle a_{0}=0{,}3635819;\quad a_{1}=0{,}4891775;\quad a_{2}=0{,}1365995;\quad a_{3}=0{,}0106411.}

Blackman-Nuttall-Fensterfunktion

Das Blackman-Nuttall-Fenster ist bis auf die vier fast identischen Koeffizienten identisch mit dem Blackman-Harris-Fenster, was den Einfluss der notwendigen Genauigkeit bei der Implementierung der Koeffizienten bei dieser Klasse von Fensterfunktionen verdeutlicht.

### Flat-Top-Fenster

Beispielhafte Flat-Top-Fensterfunktion im SR785 von SRS

Das Flat-Top-Fenster ist eine teilweise negativ bewertende Fensterfunktion, welche unter anderem in Spektrumanalysatoren für die Messung und Bewertung des Betrags von einzelnen Amplituden eingesetzt wird. Das Flat-Top-Fenster weist einen vergleichsweise kleinen Amplitudenfehler auf, nachteilig ist die schlechte Frequenzauflösung.
Als ein Beispiel wird im Spektrumanalysator SR785 von Stanford Research Systems (SRS) folgende Flat-Top-Fensterfunktion eingesetzt, wie auch in nebenstehender Abbildung dargestellt:
{\displaystyle w(n)=a_{0}-a_{1}\cos \left({\frac {2\pi n}{M-1}}\right)+a_{2}\cos \left({\frac {4\pi n}{M-1}}\right)-a_{3}\cos \left({\frac {6\pi n}{M-1}}\right)+a_{4}\cos \left({\frac {8\pi n}{M-1}}\right)}
mit
{\displaystyle a_{0}=1;\quad a_{1}=1{,}93;\quad a_{2}=1{,}29;\quad a_{3}=0{,}388;\quad a_{4}=0{,}028.}

### Bartlett-Fenster

Bartlett-Fensterfunktion

Diese Fensterfunktion ist nach Albert Charles Bartlett benannt:
{\displaystyle w(n)={\frac {2}{M-1}}\cdot \left({\frac {M-1}{2}}-\left|n-{\frac {M-1}{2}}\right|\right)}

Dreieck-Fensterfunktion

Eine eng verwandte Variation der Bartlett-Fensterfunktion basiert auf der Dreiecksfunktion und weist als Unterschied an den Anfangs- bzw. Endwerten keine Nullwerte auf. Sie ist definiert als
{\displaystyle w(n)={\frac {2}{M}}\cdot \left({\frac {M}{2}}-\left|n-{\frac {M-1}{2}}\right|\right).}
Das Dreieckfunktion-Fenster kann als eine Faltung zweier Rechteckfenster aufgefasst werden, die Hauptkeule ist doppelt so breit wie bei dem Rechteckfenster und die nächste Nebenkeule weist eine Dämpfung um −26 dB auf.

### Bartlett-Hann-Fenster

Bartlett-Hann Fensterfunktion

Dies ist eine Kombination der Dreiecksfunktion des Bartlett-Funktion mit der Hann-Fensterfunktion:
{\displaystyle w(n)=a_{0}-a_{1}\left|{\frac {n}{M-1}}-{\frac {1}{2}}\right|-a_{2}\cos \left({\frac {2\pi n}{M-1}}\right)}
mit
{\displaystyle a_{0}=0{,}62;\quad a_{1}=0{,}48;\quad a_{2}=0{,}38.}

### Kosinus-Fenster

Kosinus-Fenster

Die Kosinus-Fensterfunktion ist auch als Sinus-Fensterfunktion bekannt. Sie ist definiert als:
{\displaystyle w(n)=\cos \left({\frac {\pi n}{M-1}}-{\frac {\pi }{2}}\right)=\sin \left({\frac {\pi n}{M-1}}\right)}

### Tukey-Fenster

Tukey-Fenster mit α = 0,5

Die Tukey-Fensterfunktion, benannt nach John W. Tukey, kann als eine auf {\displaystyle {\tfrac {\alpha M}{2}}} Abtastwerte abgeflachte Kosinus-Fensterfunktion, welche mit einem Rechteckfenster der Breite {\displaystyle \left(1-{\tfrac {\alpha }{2}}\right)M} gefaltet wird, aufgefasst werden. Für {\displaystyle \alpha =0} geht die Tukey-Fensterfunktion in das Rechteckfenster über. Für {\displaystyle \alpha =1} entspricht sie dem Hann-Fenster.
{\displaystyle w(n)={\begin{cases}{\frac {1}{2}}\left[1+\cos \left(\pi \left({\frac {2n}{\alpha (M-1)}}-1\right)\right)\right]=\operatorname {hvc} \left(\pi \left({\frac {2n}{\alpha (M-1)}}-1\right)\right),&{\text{wenn }}0\leq n\leq {\frac {\alpha (M-1)}{2}},\\1,&{\text{wenn }}{\frac {\alpha (M-1)}{2}}\leq n\leq (M-1)(1-{\frac {\alpha }{2}}),\\{\frac {1}{2}}\left[1+\cos \left(\pi \left({\frac {2n}{\alpha (M-1)}}-{\frac {2}{\alpha }}+1\right)\right)\right]=\operatorname {hvc} \left(\pi \left({\frac {2n}{\alpha (M-1)}}-{\frac {2}{\alpha }}+1\right)\right),&{\text{wenn }}(M-1)(1-{\frac {\alpha }{2}})\leq n\leq (M-1).\end{cases}}}

### Lanczos-Fenster

Lanczos-Fenster

Das Lanczos-Fenster basiert auf der normierten si-Funktion, ähnlich wie der Lanczos-Filter:
{\displaystyle w(n)=\operatorname {sinc} \left({\frac {2n}{M-1}}-1\right)}

### Kaiser-Fenster

Kaiser-Fenster mit α = 2

Kaiser-Fenster mit α = 3

Das Fenster ist definiert durch die Funktion:
{\displaystyle w(n)={\frac {I_{0}\left(\alpha \left[1-\left({\frac {2n}{M}}\right)^{2}\right]^{\frac {1}{2}}\right)}{I_{0}\left(\alpha \right)}},\quad n=-{\frac {M}{2}},\dotsc ,{\frac {M}{2}}-1}
Dabei ist {\displaystyle I_{0}} die modifizierte Besselfunktion nullter Ordnung. Die Fensterbreite beträgt {\displaystyle M} und {\displaystyle \alpha } ist ein reeller Faktor, welcher die Form des Fensters bestimmt. Je größer {\displaystyle \alpha }, desto schmaler wird das Fenster und {\displaystyle \alpha =0} entspricht einem Rechteckfenster.
Die Fouriertransformierte des Fensters {\displaystyle w(n)} ist definiert durch die Funktion
{\displaystyle W_{\mathrm {K} }(\omega )={\frac {(M+1)\cdot \sinh \left({\sqrt {\alpha ^{2}-\left({\frac {(M+1)\cdot \omega }{2}}\right)^{2}}}\right)}{I_{0}(\alpha )\cdot {\sqrt {\alpha ^{2}-\left({\frac {(M+1)\cdot \omega }{2}}\right)^{2}}}}}}
für die normierte Frequenz {\displaystyle -\pi \leq \omega \leq \pi }.
Mit der Funktion {\displaystyle W_{\mathrm {K} }(\omega )} lässt sich die Breite des Hauptmaximums
{\displaystyle B_{0}={\frac {4\cdot {\sqrt {\pi ^{2}+\alpha ^{2}}}}{M+1}}}
und die relative Dämpfung des Nebenmaximums
{\displaystyle A_{\mathrm {SL} }=20\cdot \log _{10}\left[{\frac {\sinh \alpha }{0{,}217234\alpha }}\right]}
berechnen. Daraus ergibt sich: Wenn {\displaystyle \alpha } größer wird, nimmt die Breite des Hauptmaximums zu und die relative Amplitude des Nebenmaximums ab.

### Gauß-Fenster

Gauß-Fenster mit σ = 0,4

Das Gauß-Fenster basiert auf der Gaußschen Glockenkurve, welche sich bis nach unendlich ausdehnt und daher zeitlich begrenzt ausgeführt werden muss. Dies bedeutet eine Kombination mit dem Rechteck-Fenster.
Das Fenster ist gegeben als:
{\displaystyle w(n)=e^{-{\frac {1}{2}}\left({\frac {n-(M-1)/2}{\sigma (M-1)/2}}\right)^{2}}}
mit
{\displaystyle \sigma \leq \;0{,}5.}

### Ultraspherical-Fenster

Der Parameter µ des Ultraspherical-Fensters bestimmt, ob die Nebenkeulenamplituden seiner Fourier-Transformation abnehmen, pegelförmig sind oder (hier gezeigt) mit der Frequenz zunehmen.

Das Ultraspherical-Fenster wurde 1984 von Roy Streit eingeführt und wird im Antennenarray-Design, nicht-rekursiven Filterdesign, und in der Spektrumanalyse verwendet.
Wie andere einstellbare Fenster verfügt das Ultraspherical-Fenster über Parameter, mit denen die Fourier-Transformations-Hauptkeulenbreite und die relative Nebenkeulenamplitude gesteuert werden können. Ungewöhnlich für andere Fenster ist ein zusätzlicher Parameter, mit dem die Rate eingestellt werden kann, mit der die Amplitude der Nebenkeulen abnimmt (oder zunimmt).
Das Fenster kann im Zeitbereich wie folgt ausgedrückt werden:
{\displaystyle w[n]={\frac {1}{N+1}}\left[C_{N}^{\mu }(x_{0})+\sum _{k=1}^{\frac {N}{2}}C_{N}^{\mu }\left(x_{0}\cos {\frac {k\pi }{N+1}}\right)\cos {\frac {2n\pi k}{N+1}}\right]}
Dabei ist {\displaystyle C_{N}^{\mu }} das Gegenbauer-Polynom vom Grad N und die Kontrolle {\displaystyle x_{0}} und {\displaystyle \mu } die Nebenkeulenmuster.
Bestimmte spezifische Werte von {\displaystyle \mu } ergeben andere bekannte Fenster: {\displaystyle \mu =0} und {\displaystyle \mu =1} geben die Dolph-Chebyshev und Saramäki an Fenster jeweils.

### Weitere
- Dolph-Chebyshev[4]
- Slepian (DPSS)
- Poisson

## Vergleich

Fensterfunktionen überlagert

### Bewertungskriterien für Fensterfunktionen
Alle gängigen Bewertungskriterien beziehen sich auf die Übertragungsfunktion (Fouriertransformation der Fensterfunktion) im Frequenzbereich. Zum Vergleich und zur Auswahl der richtigen Fensterfunktion werden die folgenden Bewertungskriterien verwendet:

#### Breite des Hauptmaximums (Hauptzipfels)
Eine Verbreiterung des Hauptmaximums führt zu einem schnelleren Abfall der Nebenmaxima (Nebenzipfel), erhöht die Dynamik der Fensterfunktion und verringert den Leck-Effekt. Allerdings wird dabei die Frequenzselektivität verringert. Fensterfunktionen mit breitem Hauptmaximum werden deshalb auch als nichtselektive, dynamische Fenster bezeichnet, und solche mit schmalem Hauptmaximum als selektive, nichtdynamische Fenster.
Die Breite des Hauptmaximums  wird meistens als 3-dB-Grenzfrequenz angegeben. Dies ist die Frequenz, bei der die Amplitude des Hauptmaximums um 3 dB abgefallen ist. Selten wird auch die gesamte Breite des Maximums bis zu den Nullstellen angegeben.

#### Relative Amplitude des Nebenmaximums
Starke Nebenmaxima einer Fensterfunktion erhöhen den Leck-Effekt bei der Frequenzanalyse und deuten auf eine geringe Dynamik der Fensterfunktion hin.
Als Bewertungskriterium wird das Verhältnis zwischen der Amplitude des Hauptmaximums und der Amplitude des höchsten Nebenmaximums verwendet.

#### Leck-Faktor
Der Leck-Effekt wird durch tiefe Nebenmaxima verringert. Der Leck-Faktor (engl. leakage factor) ist definiert als das Verhältnis der Leistung unter allen Nebenmaxima zur Leistung der gesamten Funktion.

#### Maximaler Abtastfehler
Der maximale Abtastfehler ist definiert als das Verhältnis der Amplitude des Hauptmaximums zur Amplitude bei der Frequenz {\displaystyle \pi }/Fensterlänge.

Veranschaulichung der Bewertungskriterien für Fensterfunktionen anhand eines Rechteckfensters mit der Länge. : 3 dB Breite des Hauptmaximums, : gesamte Breite des Hauptmaximums bis zu den Nullstellen, : Relative Amplitude des Nebenmaximums, : Maximaler Abtastfehler.

### Vergleich nach oben genannten Bewertungskriterien

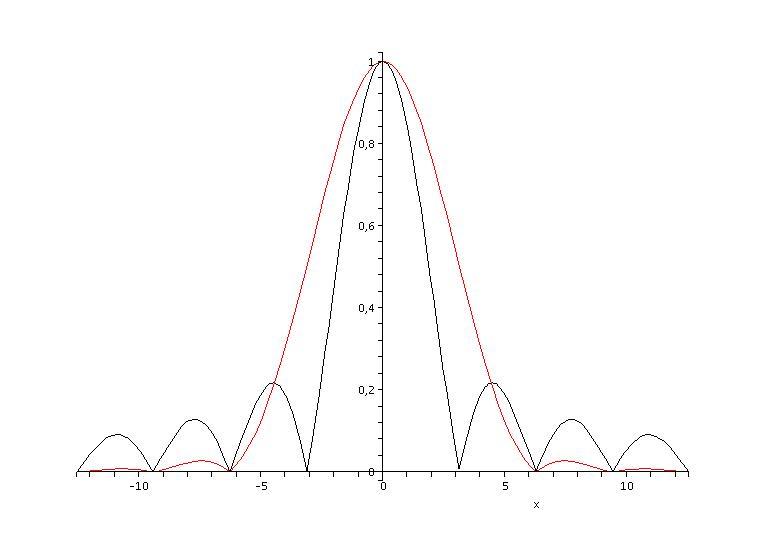
Spektrum Rechteckfenster (schwarz) und Hammingfenster (rot)

Verbreiterung des Hauptmaximums führt zu schnellerem Abfall der Nebenmaxima. Exemplarisch ist dies in nebenstehender Abbildung an Rechteck- und Hamming-Fenster gezeigt.
| Fensterbezeichnung                            | rel. Amplitude des Nebenmaximums | Breite des Hauptmaximums    | max. Abtastfehler |
| --------------------------------------------- | -------------------------------- | --------------------------- | ----------------- |
| Rechteck                                      | −13 dB                           | {\displaystyle 4\pi /(M+1)} | 3,92 dB           |
| Dreieck (Bartlett)                            | −25 dB                           | {\displaystyle 8\pi /M}     | 1,82 dB           |
| von Hann                                      | −31 dB                           | {\displaystyle 8\pi /M}     | 1,42 dB           |
| Hamming                                       | −41 dB                           | {\displaystyle 8\pi /M}     | 1,78 dB           |
| Kaiser-Bessel ({\displaystyle \alpha =2})     | −46 dB                           |                             | 1,46 dB           |
| Kaiser-Bessel ({\displaystyle \alpha =3{,}5}) | −82 dB                           |                             | 0,89 dB           |
| Blackman                                      | −57 dB                           | {\displaystyle 12\pi /M}    | 1,10 dB           |